# Dinorá de Carvalho
Dinorá de Carvalho (* 1. Juni 1905 in Uberaba, Bundesstaat Minas Gerais; † 1980 in São Paulo) war eine brasilianische Komponistin und Pianistin.

## Leben
Carvalho studierte am Konservatorium von São Paulo und war dann Schülerin von Isidore Philipp. Sie trat in Brasilien und auch in Europa als Konzertpianistin auf und nahm dann bei Lamberto Baldi Kompositionsunterricht. Seit 1939 leitete sie ein von ihr gegründetes Frauenorchester, das „Orquestra Feminina de São Paulo“.

## Werk
Sie komponierte vier Klavierkonzerte, Orchester- und Klavierstücke, Ballette und Bühnenmusiken, eine Psalmvertonung, Chöre und Lieder.
| Personendaten    | Personendaten                            |
| ---------------- | ---------------------------------------- |
| NAME             | Carvalho, Dinorá de                      |
| ALTERNATIVNAMEN  | Carvalho, Dinorá Gontijo de              |
| KURZBESCHREIBUNG | brasilianische Pianistin und Komponistin |
| GEBURTSDATUM     | 1. Juni 1905                             |
| GEBURTSORT       | Uberaba, Minas Gerais, Brasilien         |
| STERBEDATUM      | 1980                                     |
| STERBEORT        | São Paulo                                |